# Proserpine (Colasanti)
Proserpine ist eine Oper in zwei Akten für sieben Solisten und Kammerorchester von Silvia Colasanti (Musik) mit einem Libretto von René de Ceccatty und Giorgio Ferrara nach dem dramatischen Gedicht Proserpine von Mary Shelley. Sie wurde am 28. Juni 2019 im Teatro Nuovo Gian Carlo Menotti in Spoleto uraufgeführt.

## Handlung
Die Oper handelt vom mythologischen Raub der Persephone, der Entführung Persephones/Proserpinas durch den Unterwelt-Gott Pluton und der daraus folgenden Entstehung der Jahreszeiten.

### Erster Akt
Die Fruchtbarkeitsgöttin Ceres hat ein enges Verhältnis zu ihrer Tochter Proserpine. Als sie auf Befehl Jupiters Essen zu einem Festmahl der Götter liefern muss, bittet sie die beiden Nymphen Ino und Eunoe, während der Zeit ihrer Abwesenheit Proserpine nicht aus den Augen zu lassen. Die drei setzen sich in den Schatten des Ätna, und Proserpine bittet Ino, die Geschichte von Arethusa zu erzählen. Diese hatte ihre eisige Heimat verlassen, um ihre Quellen zu hüten, als der lüsterne Alpheios aus einem Gletscher hervorbrach und sie bedrängte. Der Ozean hörte ihre Hilferufe und erzeugte einen unterirdischen Fluss, durch den Proserpine fliehen konnte. Alpheios verfolgte sie wie ein Adler eine Taube. Proserpine dankt Ino und beschließt, Blumen für einen Kranz zu sammeln, den sie ihrer Mutter bei deren Rückkehr schenken will. Eunoe will auf einem Hügel nach der schönsten Rose suchen. Sie bittet Ino, so lange bei Proserpine zu bleiben. Doch auch Ino entfernt sich, um andernorts Blüten zu finden. Proserpine bleibt in Gedanken an ihre geliebte Mutter zurück. Während sie ängstlich auf die Rückkehr der Nymphen wartet, erscheinen Geister der Unterwelt und entführen sie. Als Ino und Eunoe mit den Blumen zurückkehren, finden sie keine Spur mehr von ihr. Auch Ceres kehrt zurück. Obwohl sie weiß, dass Proserpine unsterblich ist, sorgt sie sich zutiefst um ihre Tochter. Sie schwört sich, nicht zu ruhen, bis sie Proserpine wieder in die Arme schließen kann.

### Zweiter Akt
Einige Zeit später haben Ceres, Ino und Eunoe noch immer keine Hinweise auf den Verbleib Proserpines. Ceres weint ständig und hat in ihrem Zorn das Land verflucht, dessen Fruchtbarkeit inzwischen versiegt ist. Arethusa, die sich zusammen mit Alpheios der Suche angeschlossen hat, berichtet, dass sie Proserpine zusammen mit dem Unterweltsgott Pluton gesehen habe. Als dieser sie bemerkte, habe er mit seinem Speer die Erde aufgerissen und sei mit Proserpine in die Tiefe hinab gefahren. Ceres ruft Jupiter um Hilfe an. Dessen Botin Iris erscheint und verkündet seinen unveränderlichen Beschluss: Sofern Proserpine ihre Göttlichkeit in der Unterwelt nicht durch das dortige Essen befleckt hat, kann sie auf die Erde oder in den Himmel zurückkehren. Andernfalls müsse sie für alle Zeiten die Gattin Plutons und Königin der Hölle bleiben. Da Ceres weiß, dass Proserpine das Essen der Unterwelt verabscheut, fordert sie Pluton auf, ihre Tochter freizugeben. Der Unterweltsdämon Ascalaphus und weitere Höllengeister führen Proserpine herbei. Mutter und Tochter können sich endlich wieder umarmen. Ceres fordert die Dämonen auf, in ihre Heimat zurückzukehren. Sie will nun durch ein göttliches Gesetz sicherstellen, dass Pluton die Abkömmlinge des Himmels für alle Ewigkeit in Frieden lässt. Da weist Ascalaphus darauf hin, dass sie irrt: Proserpine hat in der Unterwelt Samen eines Granatapfels gegessen und ist somit der Unterwelt verfallen. Proserpine kann dies zu ihrem Bedauern nur bestätigen. Ceres, Ino und Arethusa beschließen daraufhin, die Erde zu verlassen und sie in die Hölle zu begleiten. Die Erde wird dadurch ihre Fruchtbarkeit verlieren. Iris verkündet daraufhin einen neuen Spruch Jupiters: Proserpine soll jedes Jahr für sechs Monate während des Sommers bei ihrer Mutter auf der Erde leben und die übrige Zeit im Winter mit Pluton über die Unterwelt herrschen. Ceres akzeptiert den Spruch. Sie erklärt aber, dass die Erde nur dann fruchtbar sein werde, wenn Proserpine bei ihr sei.

## Werkgeschichte
Das Libretto von Silvia Colasantis Oper basiert auf dem dramatischen Gedicht Proserpine von Mary Shelley. Es wurde von René de Ceccatty und Giorgio Ferrara eingerichtet, wobei sie sich auf eine behutsame Kürzung der originalen englischen Verse beschränkten. Die Oper ist ein Auftragswerk des Spoleto Festivals. Dort wurden in den vorangegangenen Jahren schon andere Werke der Komponistin gespielt. Proserpine ist der zweite Teil einer Operntrilogie über die griechische Mythologie. Der erste Teil, Minotauro, wurde 2018 am selben Ort aufgeführt. Als dritter Teil folgten 2020 die drei Monodramen Arianna, Fedra, Didone.
Die Uraufführung der Proserpine fand am 28. Juni 2019 zum Auftakt des 62. Spoleto Festivals im Teatro Nuovo Gian Carlo Menotti statt. Die Inszenierung stammte von Giorgio Ferrara, die Bühne von Sandro Chia, die Kostüme von Vincent Darré und das Lichtdesign von Fiammetta Baldiserri. Pierre-André Valade dirigierte das Orchestra Giovanile Italiana. Es sangen Sharon Carty (Ceres), Dísella Lárusdóttir (Proserpine), Anna Patalong (Ino), Silvia Regazzo (Eunoe), Gaia Petrone (Iris), Katarzyna Otczyk (Arethusa) und Lorenzo Grante (Ascalaphus). Die Aufführung war gut besucht und erhielt warmen Beifall. Die Komponistin wurde mit Ovationen empfangen. Der Rezensent von Classical Music Daily fand das Bühnenbild einfach, aber effektiv. Er wies auch auf das hervorragende Lichtdesign und die an griechische Tragödien erinnernden Kostüme hin. Die Partitur verglich er mit eleganter Spitze. Sie sei kunstfertig instrumentiert und habe einen gut ausgewogenen Vokalsatz. Der Rezensent von Klassikinfo lobte besonders die ausnahmslos hervorragenden Sänger. Der Sinn des Bühnenbilds, einer „abstrakte[n] Farbkomposition“, erschloss sich ihm nicht, und die Regie fand er „zu statisch und steif“. Die Musik sei „ungemein intensiv[], komplex[], tonal reich[] und damit auch kurzweilig[]“.

## Gestaltung
Die Orchesterbesetzung der Oper besteht den Angaben bei Ricordi zufolge aus einer Flöte, einer Oboe, zwei Klarinetten, zwei Fagotten (bzw. Fagott und Kontrafagott), zwei Hörnern, zwei Schlagzeugern, Harfe und Kontrabass. Im Video der Uraufführung sind außerdem Streicher zu sehen und zu hören.
Der Schwerpunkt von Shelleys Versdrama und Colasantis Oper liegt auf den weiblichen Charakteren. Der Komponistin zufolge „beleuchtet sie die Trennung einer Mutter von ihrer Tochter und die Liebe einer Tochter, die die Macht der Götter herausfordert, zusammen mit der Stärke und Solidarität, die eine Frauengemeinschaft bietet“. Der einzige Mann auf der Bühne, der Unterweltsdämon Ascalaphus, hat nur einen kurzen Auftritt. Die Gewaltausbrüche der Männerwelt sind nicht direkt auf der Bühne zu sehen, spielen aber im Hintergrund und in den Dialogen immer eine Rolle. Die Frauen dürsten auch nicht nach Rache. Stattdessen sorgt Proserpine selbst am Ende für ein Gleichgewicht, und sie kann durch ihre neugewonnene Weisheit ihrer Mutter Trost bieten.
Colasanti selbst erläuterte einige Aspekte der Oper: Das einleitende Orchestervorspiel „Omens“ (‚Omen‘) nimmt in einer Art bedrohlichem Traum die Tragödie des ersten Akts vorweg. Das Orchesterzwischenspiel zwischen den beiden Akten trägt den Titel „The Spring Decrease“ (‚Der Rückgang des Frühlings‘). Es erzählt die Qualen der Ceres, die auf der Erde letztlich den Winter verursachen. Zum Abschied Proserpines von ihrer Mutter am Ende des zweiten Akts haben die beiden ein gemeinsames Duett, in das sich auch die Stimmen der anderen Frauen mischen. Hier wird sich Proserpine vollends ihrer eigenen Reife bewusst.
Der Rezensent von Operawire beschrieb die Musik als „stimmungsvoll und atmosphärisch“. Sie treffe die wechselnden Gefühlszustände der Charaktere und den dramatischen Kontext gut. Die Instrumentierung sei besonders gut ausgearbeitet, wobei besonders das Zusammenspiel von Xylophon und Harfe interessante Kontraste bewirke. Ein verstörender Effekt entstehe durch den häufigen Einsatz von Trommeln, die das aufstrebende Spiel der Streicher unterbrechen. Die größte Aufmerksamkeit verdiene die Behandlung der Vokalstimmen, in denen die Möglichkeiten der sechs Sängerinnen ausgereizt wurden, um die Charaktere, Emotionen und Beziehungen auszuleuchten. Insgesamt sei die Musik gut zugänglich und größtenteils auch melodisch. Manchmal sei allerdings der Eindruck entstanden, dass etwas mehr Risikofreude dem Werk gutgetan hätte.
Für den Rezensenten von Klassikinfo war deutlich, dass der kompositorische Schwerpunkt Colasantis in der Symphonik liegt. Ihre Musik bestehe aus einer Kombination historischer Musikstile mit modernen Mitteln, woraus „ungemein dichte[] Klangelemente[]“ entstehen, „die selbst kritische Zuhörer in der Regel nicht kalt lassen“. Der Gesangsstil stehe in der Tradition des Recitar cantando (des rezitierenden Gesangs des frühen Barocks). Auf Letzteres wies auch der Rezensent des Giornale della musica hin. Alles fließe ohne plötzliche Rücke oder gewaltsame Ausbrüche, als würde das Drama in der Erinnerung neu erlebt werden.

## Aufnahmen
- 2019 – Pierre-André Valade (Dirigent), Giorgio Ferrara (Regie), Sandro Chia (Bühne), Vincent Darré (Kostüme), Fiammetta Baldiserri (Licht), Orchestra Giovanile Italiana.
 Sharon Carty (Ceres), Dísella Lárusdóttir (Proserpine), Anna Patalong (Ino), Silvia Regazzo (Eunoe), Gaia Petrone (Iris), Katarzyna Otczyk (Arethusa), Lorenzo Grante (Ascalaphus).
 Video der Uraufführungsproduktion; live aus dem Teatro Nuovo Gian Carlo Menotti in Spoleto.
 Fernsehübertragung auf Rai 5.[9]